# الدوري السعودي الممتاز 1982–83
الدوري السعودي الممتاز 1982–1983 هي النسخة السابعة من الدوري السعودي الممتاز. عاد نظام النقاط مرة أخرى بهذه النسخة وشارك فيها عشرة أندية، وظفر نادي الاتفاق السعودي بلقب البطولة لأول مرة بتاريخه، وكان لأول مرة بتاريخ الدوري يفوز نادي باللقب بدون أية هزيمة حيث فاز بعشر مباريات وتعادل بثمان.
الأندية التي هبطت هي الروضة، وأحد.

## الملاعب والمواقع
| النادي   | المكان          | الملعب                         |
| -------- | --------------- | ------------------------------ |
| الأهلي   | جدة             | ملعب الأمير عبد الله الفيصل    |
| الاتفاق  | الدمام          | ملعب الأمير محمد بن فهد        |
| الهلال   | الرياض          | ملعب الأمير فيصل بن فهد        |
| الاتحاد  | جدة             | ملعب الأمير عبد الله الفيصل    |
| النهضة   | الخبر           | ملعب الأمير سعود بن جلوي       |
| النصر    | الرياض          | ملعب الأمير فيصل بن فهد        |
| أحد      | المدينة المنورة | ملعب الأمير محمد بن عبد العزيز |
| القادسية | الخبر           | ملعب الأمير سعود بن جلوي       |
| الشباب   | الرياض          | ملعب الأمير فيصل بن فهد        |
| الروضة   | الأحساء         | غير معروف                      |

## جدول الدوري
| الترتيب | النادي   | لعب | النقاط |
| ------- | -------- | --- | ------ |
| 1       | الاتفاق  | 18  | 28     |
| 2       | الهلال   | 18  | 27     |
| 3       | الشباب   | 18  | 24     |
| 4       | النصر    | 18  | 20     |
| 5       | الأهلي   | 18  | 20     |
| 6       | الاتحاد  | 18  | 16     |
| 7       | القادسية | 18  | 14     |
| 8       | النهضة   | 18  | 11     |
| 9       | الروضة   | 18  | 11     |
| 10      | أحد      | 18  | 9      |

## وصلات خارجية
- الموقع الرسمي لدوري السعودي
- احصائيات الدوري السعودي